# Henri De Pauw

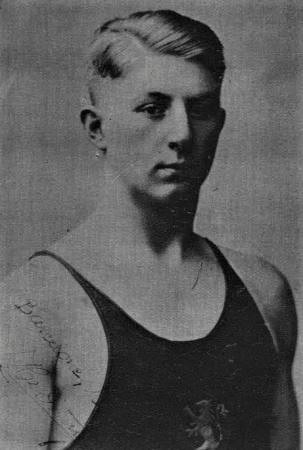
Henri De Pauw (1929)

Henricus „Henri“ Philippus Ludovicus De Pauw (* 26. Februar 1911 in Gent; † 6. Juni 1973 in Ostende) war ein belgischer Wasserballspieler, der bei Olympischen Spielen eine Bronzemedaille und bei Europameisterschaften drei Bronzemedaillen gewann.

## Karriere
Henri De Pauw spielte für den Royal Ghent Swimming Club.
1926 fand in Budapest die erste Wasserball-Europameisterschaft statt. Nachdem die Rumänen kurzfristig abgesagt hatten, traten nur vier Mannschaften an. Die Ungarn siegten vor den Schweden und den Deutschen. Die Belgier belegten mit einem Unentschieden und zwei Niederlagen den vierten Platz. Im Jahr darauf bei der Europameisterschaft in Bologna nahmen zwölf Mannschaften teil. Die Belgier verloren zweimal gegen den späteren Sieger Ungarn, besiegten die Schweden und unterlagen im Spiel um Silber den Franzosen. De Pauw warf im Spiel gegen die Franzosen ein Tor. 1928 bei den Olympischen Spielen in Amsterdam erzielte Henri De Pauw im Auftaktspiel gegen die Iren drei der elf belgischen Tore. Bei den anderen beiden Spielen war er nicht dabei, die belgische Mannschaft belegte insgesamt mit drei weiteren Mannschaften den fünften Rang.
1931 bei der Europameisterschaft in Paris spielten alle sieben Mannschaften gegeneinander. Es siegten die Ungarn vor den Deutschen und den Österreichern, die Belgier belegten nach einer 3:4-Niederlage gegen die Tschechoslowakei den vierten Platz, De Pauw hatte in diesem Spiel einen Treffer erzielt. Drei Jahre später bei der Europameisterschaft 1934 in Magdeburg wurden die Belgier in der Vorrunde Zweite hinter den Ungarn, wobei De Pauw im Spiel gegen die Niederländer zwei der fünf belgischen Tore warf. In der Finalrunde spielten die Belgier Unentschieden gegen die Schweden und verloren gegen die Deutschen. Bei Punktgleichheit mit den Schweden wurden die Belgier wegen der besseren Tordifferenz Dritte. 1936 bei den Olympischen Spielen in Berlin gewannen die Belgier ihre Vorrundengruppe vor den Niederländern. In ihrer Halbfinalgruppe unterlagen sie den Ungarn und besiegten sie die Briten. Nach einem Sieg über die Franzosen und einer Niederlage gegen die Deutschen erhielten die Belgier die Bronzemedaille. De Pauw spielte als Stürmer in vier von sieben Partien und erzielte zwei Tore gegen die Briten. Zwei Jahre später bei der Europameisterschaft 1938 in London spielten alle Mannschaften gegen alle Mannschaften. Die Belgier gewannen zwei Spiele, spielten einmal Unentschieden und verloren dreimal. Damit wurden sie Vierte hinter Ungarn, Deutschen und den Niederländern. De Pauw warf ein Tor gegen die Niederländer und eins gegen die Franzosen.
1947 fand in Monte Carlo die erste Europameisterschaft nach dem Zweiten Weltkrieg statt. In der Finalrunde belegten die Belgier den dritten Platz hinter Italien und Schweden. 1948 bei den Olympischen Spielen in London gewannen die Belgier ihre Vorrundengruppe dank der besseren Tordifferenz vor der Mannschaft aus den Vereinigten Staaten. Mit einem Sieg und zwei weiteren Unentschieden erreichten die Belgier die Finalrunde. Dort unterlagen sie gegen Italien und Ungarn. Die Italiener siegten vor den Ungarn und den Niederländern, die Belgier belegten den vierten Platz. De Pauw war in drei von sieben Spielen dabei.